# 源頼朝が登場する大衆文化作品一覧
源頼朝が登場する大衆文化作品一覧（みなもとのよりともがとうじょうするたいしゅうぶんかさくひんいちらん）

## 小説
源頼朝が主人公の小説
- 『源頼朝』吉川英治 1940-1941年
- 『源頼朝』山岡荘八 1957-1960年
- 『源頼朝』咲村観 1986年
- 『夢将軍 頼朝』三田誠広 2002年
- 『ゆめのつるぎ 少年源頼朝の巻』若木未生 2005年
- 『あまねく神竜住まう国』荻原規子 2015年
- 『修羅の都』伊東潤 2018年
- 『頼朝 陰の如く 雷霆の如し』秋山香乃 2024年

その他の小説
- 『新・平家物語』吉川英治 1950-1957年
- 『源義経』村上元三 1952-1955年
- 『炎環』永井路子 1964年
- 『義経』司馬遼太郎 1968年
- 『北条政子』永井路子 1969年
- 『波のかたみ 清盛の妻』永井路子 1985年
- 『炎立つ（巻の伍）』高橋克彦 1994年
- 『平家物語』森村誠一 1994-1996年
- 『源平伝NEO』あかほりさとる 1998-1999年
- 『双調 平家物語』橋本治 1998-2007年
- 『姫神さまに願いを 夢路の剣』藤原眞莉 2000年
- 『宮尾本 平家物語』宮尾登美子 2001-2004年
- 『天馬、翔ける』安部龍太郎 2004年
- 『霊鬼頼朝』高橋直樹 2004年
- 『風神秘抄』荻原規子 2005年
- 『天皇の刺客』（文庫題『曾我兄弟の密命 天皇の刺客』）高橋直樹 2006年
- 『黄蝶舞う』浅倉卓弥 2010年
- 『小説 平清盛』高橋直樹 2011年
- 『北条義時 我、鎌倉にて天運を待つ』高橋直樹 2021年

## 漫画
- 『火の鳥 乱世編』手塚治虫 1978年
- 『華の王』市川ジュン 1993年-1995年
- 『吾妻鏡』（マンガ日本の古典シリーズ）竹宮惠子 1994-96年
- 『ますらお -秘本義経記-』北崎拓 1994-1996年
- 『リョウ』上田倫子 1995-1999年
- 『燁輝妃』市川ジュン 1996年
- 『陸奥圓明流外伝 修羅の刻（7巻～10巻）』川原正敏 1997年
- 『源平伝NEO』あかほりさとる 別天荒人 1999-2001年
- 『遮那王義経』沢田ひろふみ 2000年-2007年
- 『イザヤカク』酒巻行里 2009年-2011年
- 『清水鏡 -異聞 源頼朝-』河村恵利 2011年
- 『ジパング 深蒼海流』かわぐちかいじ 2012年-2017年
- 『ねこねこ日本史』そにしけんじ 2014年- 備考：Eテレテレビアニメ版の源頼朝役の声は小林ゆう。

## 映画
源頼朝が主人公の映画
- 『富士に立つ若武者』（1961年、東映、監督：沢島忠、演：大川橋蔵）

その他の映画
- 『悪七兵衛景清』（1920年、演：嵐笑三）
- 『夜討曽我』（1923年、演：嵐笑三）
- 『夜討曽我』（1929年、監督：並木鏡太、演：坂東巴左衛門）
- 『静御前』（1938年、監督：野淵昶、演：浅香新八郎）
- 『万寿姫』（1941年、監督：三星敏雄、演：月形龍之介）
- 『平家西へ行く』（1941年、監督：仁科紀彦、演：南部章三）
- 『新・平家物語 静と義経』（1956年、大映、監督：島耕二、演：上原謙）
- 『続源義経』（1956年、東映、監督：萩原遼、演：南原伸二）
- 『曽我兄弟 富士の夜襲』（1956年、東映、監督：佐々木康、演：片岡千恵蔵）
- 『源九郎義経』（1962年、東映、監督：松田定次、演：大友柳太朗）
- 『YYK論争 永遠の誤解』（1999年、監督：沖島勲、演：黒澤正義）

## テレビドラマ
源頼朝が主人公のテレビドラマ
- 『草燃える』（1979年、NHK大河ドラマ、演：松田洋治→石坂浩二）

その他のテレビドラマ
- 『曾我兄弟』（1959年、日本テレビ、演：松本幸四郎）
- 『源義経』（1966年、NHK大河ドラマ、演：芥川比呂志）
- 『北条政子』（1970年、NET、演：杉浦直樹）
- 『女人平家』（1971年10月～1972年2月、TBS、演：水島弘）
- 『新・平家物語』（1972年、NHK大河ドラマ、演：岡本清太郎→高橋幸治）
- 『武蔵坊弁慶』（1986年、NHK新大型時代劇、演：菅原文太）
- 『源義経』（1990年、TBS、演：林隆三）
- 『源義経』（1991年、日本テレビ、演：榎木孝明）
- 『平清盛』（1992年、TBS、演：上田雄太）
- 『炎立つ』（1993年7月～1994年3月、NHK大河ドラマ、演：長塚京三）
- 『弁慶 怪力無双の荒法師!』（1997年、テレビ朝日、演：船越栄一郎）
- 『義経』（2005年、NHK大河ドラマ、演：池松壮亮→中井貴一）
- 『平清盛』（2012年、NHK大河ドラマ、演：君野夢真→中川大志→岡田将生） - 主人公は平清盛（演：松山ケンイチ）だが、壇ノ浦の戦いで勝利したあとの頼朝が、清盛の偉大さについて見つめなおすという設定のため、ナレーションは頼朝が行うという形式をとっている。第1話の冒頭で壇ノ浦の戦い直後の頼朝が政子（演：杏）とともに登場するほか、第12話では映像作品で初めて、頼朝の誕生シーンが描かれている。
- 『鎌倉殿の13人』（2022年、NHK大河ドラマ、演：大泉洋）

## 人形劇
- 『人形歴史スペクタクル 平家物語』（1993年12月 - 1995年1月 NHK人形劇）

## ボードゲーム
- 源平合戦（バンダイifシリーズ）
- 草燃える（旧ゲームジャーナル57号）
- 吾妻鏡〜源頼朝坂東制圧戦〜（2021年、ゲームジャーナル79号）
- 義経戦記：源平奥州六大合戦（2022年、ゲームジャーナル85号）

## コンピュータゲーム
- 『源平合戦』　光栄（のちのコーエー）の歴史シミュレーションゲーム。
- 『蒼き狼と白き牝鹿シリーズ』　光栄の歴史シミュレーションゲーム。
- 『源平討魔伝』　ナムコ（のちのバンダイナムコゲームス）のアクションゲーム。『NAMCO x CAPCOM』にも客演として同作の頼朝が登場する。
- 『義経英雄伝』および『義経英雄伝修羅』　フロム・ソフトウェアのアクションゲーム。
- 『遙かなる時空の中で3』（コーエー、PlayStation 2、2004年、声:石井康嗣）
- 『遙かなる時空の中で3十六夜記』（2005年、声:石井康嗣）
- 『源平争乱〜将軍への道〜』（2011年発売、Si-phonのシミュレーションゲーム）

## 歴史評伝
- 『頼朝』幸田露伴
- 『武将列伝』1海音寺潮五郎
- 『つわものの賦』永井路子
- 『源頼朝の世界』永井路子

## 歌謡曲
- 頼朝旗揚げ（三波春夫）